# Stolnica sv. Petra, Köln
 Stolnica v Kölnu (nemško: Kölner Dom) (latinsko: Ecclesia Cathedralis Sanctorum Petri et Mariae, uradno Hohe Domkirche St. Petrus) je rimokatoliška stolnica v Kölnu, Nemčija. Je sedež nadškofije Köln. Je znan spomenik nemškega katolicizma in gotske arhitekture in je na seznamu Unescove svetovne dediščine. V Nemčiji je med najbolj obiskanimi znamenitostmi, ki pritegne v povprečju 20.000 ljudi na dan.
Gradnja stolnice se je začela leta 1248 in se je ustavila leta 1473, ter ostala nedokončana. Delo so nadaljevali v 19. stoletju in jo končali po prvotnem načrtu leta 1880. Je 144,5 metrov dolga, 86,25 m široka in njena zvonika sta visoka približno 157 m. Stolnica je največja gotska cerkev v severni Evropi in ima druga najvišja zvonika (po Ulmski cerkvi). Njeni ogromni fiali obvladujeta največje pročelje katerekoli cerkve na svetu. Kor ima največjo višino glede na razmerje širine, 3,6 :1, kar je več kot katera koli srednjeveška cerkev.
Kölnski srednjeveški gradbeniki so načrtovali veliko strukturo kot prostor za relikviarij Treh Kraljev in kot primeren za vlogo kraja čaščenja za svetega rimskega cesarja. Kljub temu, da je v obdobju srednjega veka ostala nedograjena, je stolnica v Kölnu sčasoma postala »mojstrovina izjemne vrednosti« in »močno pričevanje o moči in vztrajnosti krščanske vere v srednjeveški in sodobni Evropi«.

## Zgodovina

### Prvotna lokacija
Ko se je gradnja stolnice leta 1248 začela, so na tem mestu že stale zgodnejše zgradbe. Najstarejša je bila morda za shranjevanje zrnja in je morda nasledila rimski tempelj, ki ga je zgradil Mercurius Augustus. Od 4. stoletja dalje so bile na tem mestu krščanske zgradbe, vključno s kvadratno, znano kot najstarejša stolnico, ki jo je naročil Maternus, prvi škof v Kölnu. Prosto stoječa krstilnica iz 6. stoletja se je nahajala na vzhodnem koncu te stolnice, vendar je bila ob gradnji nove stolnice v 9. stoletju porušena. Še danes obstajajo ruševine krstilnice in osmerokotnega krstilnika.  Druga cerkev, ki se imenuje stara stolnica, je bila končana leta 818. Uničena je bila v požaru 30. aprila 1248, med rušenjem, ko so se pripravljali na gradnjo nove stolnice.

### Srednjeveški začetek
Leta 1164 je kölnski nadškof, Rainald iz Dassla pridobil relikvije Treh kraljev, ki jih je sveti rimski cesar Friderik Barbarossa vzel iz bazilike Sant'Eustorgio, Milano, Italija. (Del relikvij je bil vrnjen v Milano.) Relikvija ima velik verski pomen in je privabljala romarje iz vsega krščanskega sveta. Cerkveni uradniki so začeli gradnjo stavbe v novem slogu gotske arhitekture, ki je temeljila predvsem na francoski stolnici iz Amiensa.
Temeljni kamen je bil položen 15. avgusta 1248, položil ga je nadškof Konrad von Hochstaden. Vzhodni krak je bil zaključena pod vodstvom mojstra Gerharda in bil posvečen leta 1322 ter zaprt z začasnim zidom, tako da se je delo lahko nadaljevalo, kljub uporabi cerkve za obrede. Štiriinosemdeset miserikordov (majhna lesena polica na spodnji strani zložljivega kornega sedeža v cerkvi, nameščena da zagotovi del udobja za osebo, ki mora stati v dolgih obdobjih molitve) je stalo v kori v tej gradbeni fazi. Sredi 14. stoletja so delo nadaljevali na zahodni fasadi, po navodilih mojstra Mihaela. Delo se je ustavilo leta 1473, pri čemer bil južni stolp dokončan do ravni zvonika in okronan z velikim žerjavom, ki je ostal v mestu, kot simbol Kölna 400 let.
Nekaj del je potekalo občasno na strukturi ladje med zahodno fasado in vzhodnim krakom, vendar se je tudi to v 16. stoletju prenehalo. 

### Dokončanje v 19. stoletju
V 19. stoletju je romantično navdušenje za srednji vek spodbudilo odkritje prvotnega načrta za fasado. Protestantski pruski dvor se je odločil da dokonča stolnico. Dosegli so podporo državljanov; leta 1842 je bil ustanovljen Central-Dombauverein, ki je zagotovil dve tretjini ogromnih stroškov, medtem ko je pruska država dodala preostalo tretjino. Država je v tem videla način za izboljšanje odnosov z velikim številom katoliških subjektov, ki so nastali leta 1815.
Delo se je nadaljevalo leta 1842 s prvotno zasnovo ohranjenih srednjeveških načrtov in risb, vendar z uporabo bolj sodobnih gradbenih tehnik, vključno s strešnimi železnimi nosilci. Ladja je bila zaključena in dograjeni so bili stolpi. Zvonovi so bili nameščeni v 1870. letih. Največji zvon je Sv. Petersglocke.
Dokončanje največje nemške stolnice so praznovali kot nacionalni dogodek 14. avgusta 1880, 632 let po tem, ko se je gradnja začela. Praznovanja se je udeležil cesar Viljem I. Nemški.

### Druga svetovna vojna in povojni čas
Stolnica je med drugo svetovno vojno utrpela štirinajst zadetkov od letalskih bomb. Hudo poškodovana, je kljub temu ostala stati v sicer popolnoma porušenem mestu. Obe njeni fiali sta bili zlahka prepoznaven navigacijski cilj pri bombardiranju zavezniških letal.
Popravila so bila zaključena leta 1956. Začasno popravilo severozahodnega stolpa je bilo izvedeno leta 1944 s pomočjo opeke slabe kakovosti, ki so jo našli v bližini porušene stavbe, tako je ostalo vidno do leta 2005 kot spomin na vojno, ko je bilo odločeno, da se ponovno vzpostavi v prvotni videz.
Popravila in vzdrževalna dela se nenehno izvajajo v enem ali drugem delu stavbe, ki je le redko popolnoma brez gradbenih odrov. Veter, dež in onesnaževanje počasi najedajo zunanje kamne. Dombauhütte, ustanovljena za gradnjo stolnice in izvajanje popravil, pravi, da zaposlujejo najboljše kamnoseke iz Porenja. Obstaja šala v Kölnu, da mora biti vodja Dombauhütte, Dombaumeister (mojster graditelj stolnice), katoličan in brez vrtoglavice. Sedanji Dombaumeister je Michael Hauck. Polovico stroškov popravil in vzdrževanja še vedno nosi Dombauverein.

### 21. stoletje
25. avgusta 2007 je stolnica dobila nov vitraj v oknu južnega transepta. S 113 kvadratnimi metri stekla, je okno ustvaril nemški umetnik Gerhard Richter. Sestavljen je iz 11.500 enako velikih koščkov barvnega stekla, ki spominja na pike, naključno razporejenih preko računalnika, ki ustvarjajo barvito "preprogo". Po izgubi prvotnega okna v drugi svetovni vojni, je bil prostor začasno napolnjen z navadnim steklom. Nadškof  Joachim Cardinal Meisner, ki bi za okna raje imel figurativno upodobitev katoliških mučencev 20. stoletja, se ni udeležil odkritja. 5. januarja 2015 je stolnica ostala temna, reflektorje so izklopili zaradi protestnih demonstracij PEGIDE (Patriotische Europäer gegen die Islamisierung des Abendlandes).

### Unescova dediščina
Leta 1996 je bila stolnica vpisana na Unescov seznam svetovne dediščine kot kulturno pomembna lokacija. V letu 2004 je bila dana na seznam "svetovne dediščine v nevarnosti", kot edina zahodna lokacija v nevarnosti, zaradi načrtov za gradnjo visoke stolpnice v bližini, ki bi vizualno vplivala na lokacijo. Stolnica je bila odstranjen iz seznama lokacij v nevarnosti v letu 2006, po sklepu organov oblasti da omeji višino stavb, zgrajenih blizu in okoli stolnice.
Kot svetovna dediščina in s svojo priročno lego na turističnih poteh, je stolnica v Kölnu glavna turistična atrakcija. Mnogi obiskovalci potujejo tudi kot krščanski romarji.
Obiskovalci se lahko povzpnejo po 509 kamnitih spiralnih stopnicah do razglednega platoja približno 98 m nad tlemi. Plato ponuja slikovit razgled na reko Ren.
18. avgusta 2005 je papež Benedikt XVI., v času njegovega apostolskega obiska v Nemčiji, obiskal stolnico kot del svečanosti Svetovnega dneva mladih 2005. Po ocenah je stolnico v tem času obiskalo en milijon romarjev. Tudi kot del dogodkov ob svetovnem dnevu mladine, je stolnica gostila televizijski prenos gala predstave Beethovnove Missa solemnis, v izvedbi Kraljevega filharmoničnega orkestra in Londonskega filharmoničnega zbora Sir Gilbert Levine.

## Arhitektura
Zasnova stolnice je temeljila na tisti v Amiensu v smislu tlorisa, sloga in deleža širine in višine osrednje ladje. Tloris ima obliko latinskega križa, kot je to običajno pri gotskih stolnicah. Ima dve stranski ladji na obeh straneh glavne, ki pomagata podpirati enega najvišjih gotskih obokov na svetu, ki je skoraj tako visok kot pri stolnici v Beauvaisu, ki pa se je sesul. Navzven se prenaša pritisk preko zunanjih opornikov na francoski način. Vzhodni konec ima enojen ambulatorij in dva prehoda do  sedmih kapel okoli apside.
Navznoter je srednjeveški kor bolj raznolika in manj mehanski v podrobnostih, kot stavba iz 19. stoletja. Predstavlja francoski slog ureditev z zelo visoko arkado, občutljivo ozko galerijo triforij, osvetljeno z okni in s podrobnimi okraski združenimi z okni zgoraj. Okna v svetlobnem nadstropju so visoka z ohranim starim figurativnim steklom v spodnjih oddelkih. Celota je združena z visokimi stebri, ki potekajo neprekinjeno od tal do kapitelov na začetku oboka. Obok je navaden štiristranski.
Kor ohranja veliko svoje prvotne opreme, vključno z izrezljanimi klopmi; bolj preseneča dejstvo, da so francoske revolucionarne čete oskrunile stavbo. Velik kamnit kip svetega Krištofa, ki gleda navzdol proti prostoru, je bil prvotno na vhodu v stolnico, pred zaključkom v poznem 19. stoletju.
Ladja ima številne vitraje iz 19. stoletja. Niz petih na južni strani se imenuje Bayernfenster, in so bili darilo Ludwiga I. Bavarskega in predstavljajo slikarsko nemški slog tedanjega časa.
Na zunaj, od daleč prevladujejo ogromne fiale, ki so povsem germanskega značaja, pri čemer openwork podoben tistemu v Ulmu, na Dunaju, v Strasbourgu ali Regensburgu.
- Pogled od zgoraj na tloris križa
- Stolnica iz juga
- Del zvonika
- Glavni vhod z dekoracijo iz 19. st..

- Zunanji oporniki s fialami na srednjeveškem vzhodnem koncu.
- Ladja, pogled proti vzhodu
- Notranjost srednjeveškega vzhodnega konca kaže ekstremno višino.
- Te orgle "lastovičje gnezdo" so bile izdelane leta 1998, ob 750 letnici stolnice.

## Dimenzije
| Zunanja dolžina                         | 144,58 m   |
| Zunanja širina                          | 86,25 m    |
| Širina zahodne fasade                   | 61,54 m    |
| Širina transepta fasade                 | 39,95 m    |
| Širina glavne ladje (s oba bočna broda) | 45,19 m    |
| Višina južnega stolpa                   | 157,31 m   |
| Višina severnega stolpa                 | 157,38 m   |
| Višina transepta fasade                 | 69,95 m    |
| Višina roba strehe                      | 61,10 m    |
| Višina notranjega oboka                 | 43,35 m    |
| Površina zgradbe                        | 7.914 m²   |
| Površina stekel                         | 10.000 m²  |
| Površina strehe                         | 12.000 m²  |
| Skupni volumen brez kontrafora          | 407.000 m³ |

## Zakladnica
Eden od zakladov stolnice je oltar, ki je bil postavljen leta 1322. Izdelan je iz črnega marmorja, s trdno ploščo dolgo 4,6 m, ki tvori vrh. Sprednji del in stranice so prekrite z belimi marmornatimi nišami, v katerih so določeni liki s kronanjem Marije v središču. 
Najbolj pomembna umetnina v cerkvi je Relikviarij Treh Kraljev, ki jo je naročil Philip von Heinsberg, nadškof v Kölnu od 1167 do 1191 in jo je naredil Nikolaj iz Verduna leta 1190. Zanjo verjamejo, da ima ostanke Treh modrih mož, katerih relikvije je pridobil Friderik Barbarossa ob osvojitvi Milana leta 1164. Grobnica ima obliko velikega relikviarija v obliki bazilikalne cerkve, iz brona in srebra, pozlačena in okrašena z arhitektonskimi podrobnostmi figurativnega kiparstva, emajlom in dragimi kamni. Grobnica je bila odprta leta 1864 in ugotovili so, da vsebuje kosti in oblačila.
V bližini v zakristiji je Gero-Kreuz, velik križ izrezljan v lesu, s sledovi barve in pozlate. Menijo, da je bil naročen okoli leta 960 za nadškofa Gera in je najstarejši velik križ severno od Alp in prvi znan velik prosto stoječ severni kip srednjeveškega obdobja. 
V zakramentni kapeli je Mailänder Madonna ("Milanska Marija") iz časa okoli leta 1290, lesena skulptura, ki prikazuje Devico Marijo in otroka Jezusa. Oltar zaščitnice Kölna z oltarnim kosom mednarodnega gotskega slikarja Stephana Lochnerja je v Marienkapelle ("Marijina kapela"). Druga umetniška dela v stolnici so zakladi. V oltarju domuje tudi relikvija svetega Irmgardisa.
- Srednjeveški kip Sv. Krištofa, ki pozdravlja popotnike
- Skrinja Treh Kraljev
- "Gero-Kreuz", 10. st., najstarejši znani veliki Križani

### Judovske table
Vgrajene v notranji steni je par kamnitih tabel, na katerih so vklesane določbe nadškofa Engleberta II. (1262-67), na podlagi katerih so Judje imeli dovoljenje za prebivanje v Kölnu.

## Cerkvena glasba
Stolnica v Kölnu ima dvoje orgel od Klais Orgelbau, prečne orgle zgrajene leta 1948 in orgle v ladji zgrajene leta 1998. Stolnični organisti so bili med drugimi Josef Zimmermann, Clemens Ganz (1985-2001) in Winfried Bönig (2001).

### Zvonovi
Stolnica ima enajst cerkvenih zvonov, od katerih so štirje srednjeveški. Prvi je bil 3,8-tonski Dreikönigsglocke ("Zvon Treh kraljev"), ulit leta 1418, vgrajen v 1437 in prenovljen leta 1880. Dva druga zvonova, Pretiosa (10,5 ton, v tistem času največji zvon v zahodnem svetu) in Speciosa (5,6 ton) sta bila nameščena v 1448 in ostajata v veljavi še danes.
V 19. stoletju, ko je bila stavba skoraj končana, je bila želja, da se razširi število zvonov. To je omogočil cesar Wiljem I., ki je dal francoske bronaste topove, zasežene v 1870-71, za ta namen pretopiti. Teh 22 kosov topov je bilo prikazanih zunaj stolnice 11. maja 1872. Andreas Hamm v Frankenthalu jih je uporabil, da je vlil zvon več kot 27.000 kilogramov 19. avgusta 1873. Ton ni bil usklajen in ponoven poskus izveden 13. novembra 1873. Osrednja stolnična uprava, ki se je strinjala, da prevzame stroške, ni želel tega zvona. Še en poskus je potekal 3. oktobra 1874, velikanski zvon je bil poslan v Köln 13. maja 1875 in vgrajen v stolnici. Ta Kaiserglocke je bil na koncu leta 1918 razstavljen v podporo nemškega vojnega napora.
24-ton St. Petersglocke ("Zvon svetega Petra", Decke Pitter v Kölsch jeziku), je bil izdelan leta 1922 in je največji prosto nihajoč zvon na svetu. 
Zvonovi v grebenski kupoli so:
- Zvon večernic (Mettglocke)  280 kg
- Zvon posvetitve (Wandlungsglocke)  425 kg
- Angelski zvon (Angelusglocke) 763 kg

Zvonovi glavnega prostora v južnem zvoniku:
- Pozdravni zvon (Aveglocke)  830 kg
- Kapiteljski zvon (Kapitelsglocke) 1400 kg
- Zvon Sv. Jožefa (Josephglocke) 2200 kg
- Zvon Sv. Uršula (Ursulaglocke) 2550 kg
- Zvon Treh kraljev (Dreikönigsglocke) 3800 kg
- Speciosa 5600 kg
- Pretiosa 10.500 kg
- Zvon svetega Petra (St. Petersglocke, Veliki zvon Nemčije)  24.000 kg